# North Alamo
North Alamo es un lugar designado por el censo ubicado en el condado de Hidalgo en el estado estadounidense de Texas. En el Censo de 2010 tenía una población de 3.235 habitantes y una densidad poblacional de 850,85 personas por km².

## Geografía
North Alamo se encuentra ubicado en las coordenadas 26°12′57″N 98°7′34″O / 26.21583, -98.12611. Según la Oficina del Censo de los Estados Unidos, North Alamo tiene una superficie total de 3.8 km², de la cual 3.8 km² corresponden a tierra firme y (0%) 0 km² es agua.

## Demografía
Según el censo de 2010, había 3.235 personas residiendo en North Alamo. La densidad de población era de 850,85 hab./km². De los 3.235 habitantes, North Alamo estaba compuesto por el 99.07% blancos, el 0.19% eran afroamericanos, el 0.12% eran amerindios, el 0.03% eran asiáticos, el 0% eran isleños del Pacífico, el 0.53% eran de otras razas y el 0.06% pertenecían a dos o más razas. Del total de la población el 93.04% eran hispanos o latinos de cualquier raza.

## Educación
El Distrito Escolar Independiente de Pharr-San Juan-Alamo (PSJAISD) gestiona escuelas públicas que sirven a North Alamo.
Escuelas primarias que sirven a North Alamo son Sgt. Leonel Trevino (en el CDP de North Alamo), Augusto Guerra, y Santos Livas (anteriormente la Primaria North Alamo). La escuela media Audie Murphy Middle School, y la escuela preparatoria Pharr-San Juan-Alamo Memorial High School sirven a todo de North Alamo.
El Distrito Escolar Independiente South Texas gestiona escuelas magnet que sirven a la comunidad.